# Riviera Tower
Der Riviera Tower ist ein im Bau befindliches Hochhaus im Athener Vorort Elliniko. Mit einer geplanten Höhe von 198 m wird es nach Fertigstellung das höchste Gebäude Griechenlands sein.

## Lage
Der Riviera Tower liegt im Athener Vorort Elliniko ca. 11 km südlich des Stadtzentrums an der Leoforos Posidonos und der Marina Agios Kosmas. In unmittelbarer Nachbarschaft befand sich der Elliniko Olympic Complex sowie eine Haltestelle der Straßenbahnlinie 7.

## Geschichte
Erste Planungen für das Hochhaus erfolgten 2013. Die Erteilung der Baugenehmigung lag im August 2022 vor. Im darauf folgenden Februar 2023 begannen die Bauarbeiten.

## Konstruktion
Das ca. 200 m hohe Gebäude wurde von Foster + Partners für Lamda Development als Herzstück eines 620 Hektar großen Masterplans entworfen und wird 200 Wohnungen auf 45 Stockwerken beherbergen. Der Riviera Tower wird in Massivbauweise errichtet.